# Ярославско-Костромская епархия
Яросла́вско-Костромска́я епа́рхия — епархия Русской православной старообрядческой церкви в пределах Костромской, Ярославской, Архангельской, Вологодской, Мурманской и Ивановской областей, а также республики Коми.
Епархиальные центры — Кострома и Ярославль. Кафедральный храм — собор Преображения Господня в Костроме.
Правящий архиерей — епископ Викентий (Новожилов). Иконом епархии — иерей Михаил Витушкин (Елохино Ярославской области)
Епархия разделена на два благочиния: Ярославское и Костромское.
С 1992 года на территории епархии действует Николо-Улейминский женский монастырь — единственный крупный монастырский комплекс, находящийся в ведении РПСЦ.

## История
10 октября 1898 года постановлением Освященного Собора Древлеправославной Церкви Христовой Костромская губерния была образована Ярославско-Архангельской епархия, в которую вошли: Костромская, Ярославская, Вологодская и Архангельская губернии. Правящим архиереем новой епархии был поставлен священноинок Иринарх (Лапшин).
25 августа 1911 года решением Освященного Собора старообрядческих епископов Ярославская епархия была восстановлена «с присовокуплением к ней Вологодской, Олонецкой и Архангельской губерний».
Как отмечает епископ Викентий (Новожилов), «когда возникла необходимость возрождения Московской архиепископии на Рогожском кладбище как духовного центра, и владыке Иринарху потребовался помощник, им и оказался епископ Геронтий. Для него специально и была создана в 1941 году Ярославско-Костромская епархия. Фактически он стал первым епископом вновь созданной Ярославско-Костромской епархии».
В 1980-е годы руководитель знаменитого стрельниковского хора Иоанн Алексеевич Сергеев смог зарегистрировать в Костроме старообрядческую общину. В апреле 1987 года община получила ключи от полуразрушенного (был закрыт в 1934 году советской властью) храма Преображения Господня (Спасо-Преображенского) за Волгой. Летом 1989 года епископ Киевский и всея Украины Иоанн (Витушкин) освятил придел Спасо-Преображенского собора во имя святого апостола и евангелиста Иоанна Богослова.
В 1992 году постановлением Освященного собора Русской православной старообрядческой церкви была восстановлена деятельность Костромской и Ярославской епархии. Управляющим избран епископ Иоанн (Витушкин) (в 2004 году возведен в сан архиепископа.
27 марта 1997 года на праздник Феодоровской-Костромской иконы Божией Матери поп Василий Терентьев устанавливил в Спасо-Преображенском храме г. Костромы походный престол, а 7 августа 1997 года собор был освящен митрополитом Московским и всея Руси Алимпием (Гусевым) и епископом Костромским и Ярославским Иоанном (Витушкиным).
С 1998 года Спасо-Преображенский храм является кафедральным собором Костромской и Ярославской епархии.
Традиционно в Костромской и Ярославской епархии проходит крестный ход на праздник Феодоровской иконы Божией Матери (29 августа).
6 марта 2011 года во епископа Костромского и Ярославского был рукоположён священноинок Викентий (Новожилов) в прошлом — благочинный Костромского округа и иконом епархии.
В октябре 2012 года решением Освященного Собора территория Ивановской области была выделены из Нижегородско-Владимирской епархии и отнесена к Ярославской и Костромской епархии.

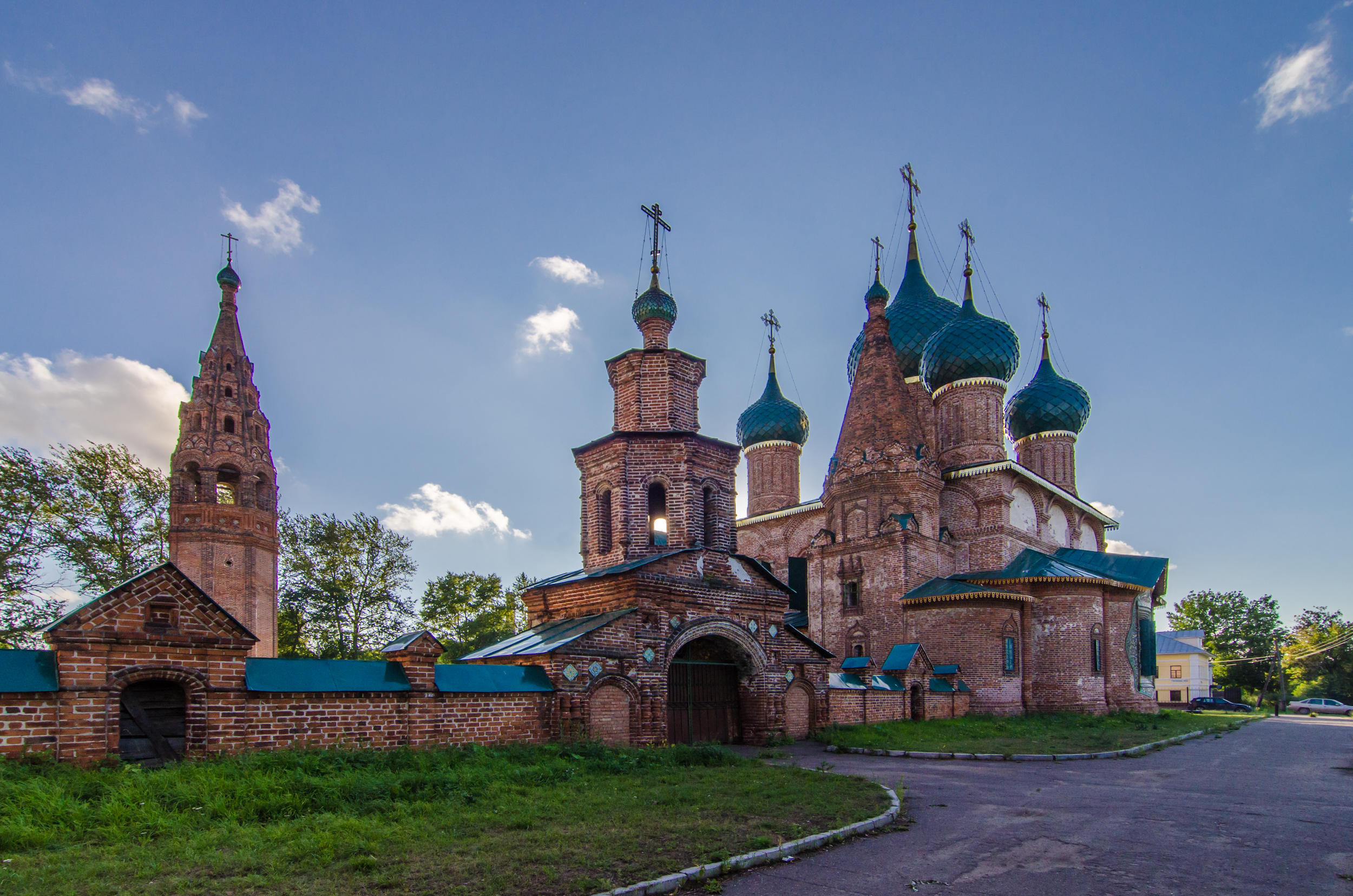
Храм святителя Иоанна Златоуста в Ярославле, переданный РПСЦ в 1992 г.

## Управляющие епархией
- Иринарх (Лапшин) (21 октября 1898 — 14 марта 1902), епископ Ярославский и Костромской
- Ипатий (Басо-Скоков) (6 ноября 1911 — 29 марта 1922), епископ Ярославско-Вологодский и Олонецко-Архангельский
- Саватий (Никитин) (5 июня 1922 — 12 марта 1933), епископ Ярославский, Вологодский и Архангельский
- Геронтий (Лакомкин) (1942 — 25 мая 1951), епископ Костромской и Ярославский
- Флавиан (Слесарев) (26 февраля — 12 марта 1952), епископ Ярославский и Костромской
- Иоанн (Витушкин) (октябрь 1992 — 25 мая 2010), архиепископ Ярославский и Костромской
- Корнилий (Титов) (май 2010 — 6 марта 2011) в/у, митрополит Московский
- Викентий (Новожилов) (с 6 марта 2011), епископ Ярославский и Костромской

## Приходы

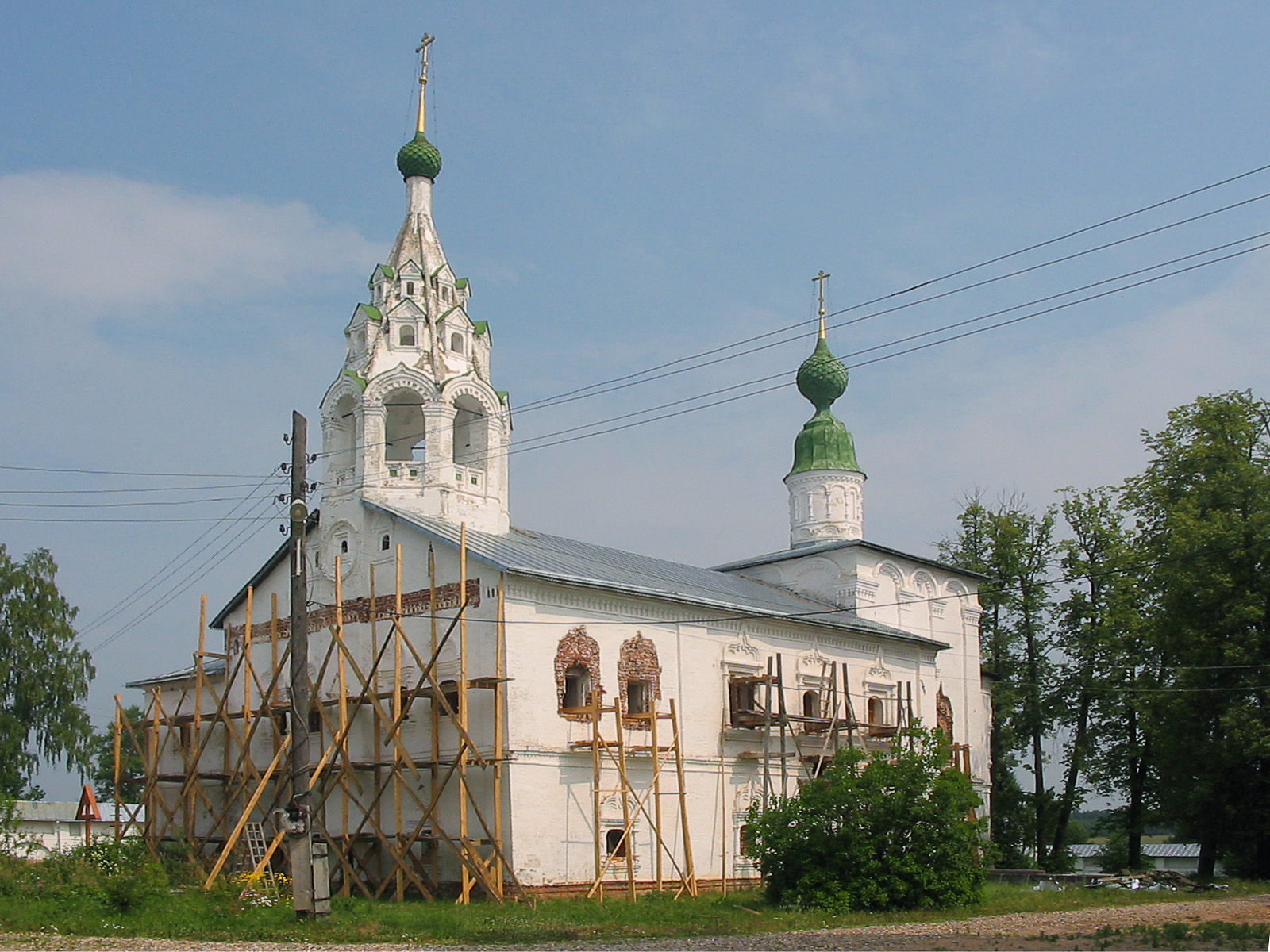
Введенская церковь Николо-Улейминского женского монастыря

#### Костромское благочиние
- Город Кострома. Собор Преображения Господня.
- Деревня Дворищи, Костромская область. Храм Рождества Пресвятой Богородицы.
- Село Дурасово, Костромская область. Храм Рождества Пресвятой Богородицы[8]. При храме действует паломнический центр[4].
- Село Стрельниково, Костромская область. Храм Покрова Пресвятой Богородицы.
- Село Чернопенье, Костромская область. Храм святителя Николы Чудотворца.
- Город Шуя, Ивановская область. Храм Шуйской иконы Пресвятой Богородицы Одигитрии.

#### Ярославское благочиние
- Город Ярославль. Храм Владимирской иконы Пресвятой Богородицы и храм святителя Иоанна Златоуста.
- Деревня Глухово, Ярославская область. Храм Святой и Живоначальной Троицы.
- Деревня Елохино, Ярославская область. Храм Успения Пресвятой Богородицы.
- Село Павликово, Ярославская область. Храм Рождества Пресвятой Богородицы.
- Город Рыбинск, Ярославская область. Храм Толгской иконы Пресвятой Богородицы.